# Pfarrkirche Pfaffendorf

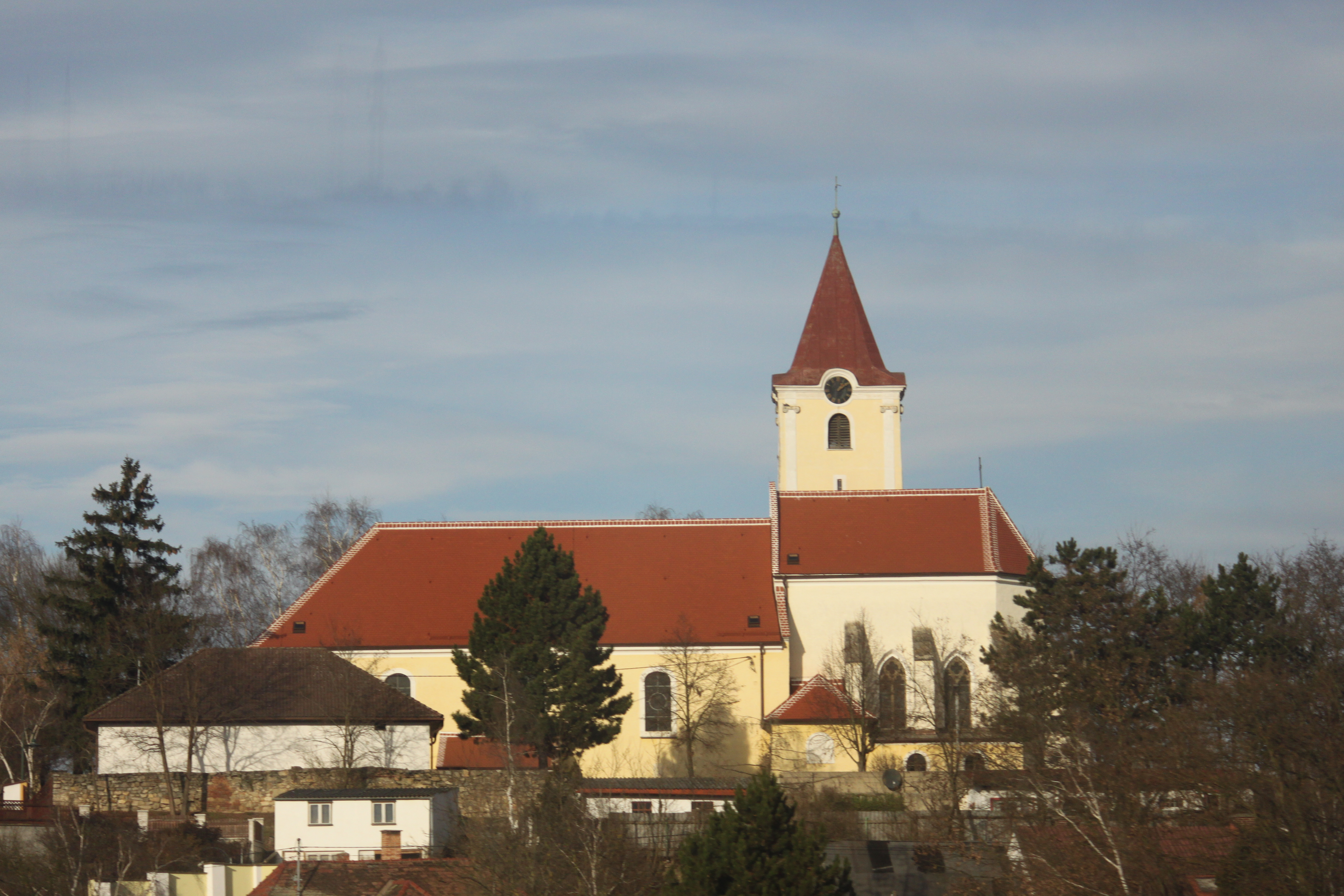
Katholische Pfarrkirche hl. Georg in Pfaffendorf

Die römisch-katholische Pfarrkirche Pfaffendorf steht höher gelegen östlich in der Ortschaft Pfaffendorf der Marktgemeinde Pernersdorf im Bezirk Hollabrunn in Niederösterreich. Die dem Patrozinium hl. Georg unterstellte Pfarrkirche gehört zum Dekanat Haugsdorf der Erzdiözese Wien. Die Kirche steht unter Denkmalschutz (Listeneintrag).

## Geschichte
Die urkundliche im 12. Jahrhundert gegründete Pfarre wurde vor 1366 dem Stift Göttweig inkorporiert. Der Bischof von Passau Bernhard von Prambach löste 1289 Pfaffendorf aus dem Pfarrverband Unternalb zu einem eigenen Vikariat.
Die im Kern gotische Kirche erhielt 1663 ein barockisiertes Langhaus. Die Kirche wurde im 19. Jahrhundert renoviert.

## Architektur
Das Kirchenäußere zeigt ein barockisiertes Langhaus und einen eingezogenen etwas erhöhten gotischen Chor mit einem Fünfachtelschluss mit Strebepfeilern und zweibahnigen Spitzbogenfenstern mit Drei- und Vierpassmaßwerk. Der massive Turm im nördlichen Chorwinkel ist in der unteren Zone leicht geböscht mit Bruchsteinmauerwerk und Eckquaderung und Schartenfenstern aus dem 14. Jahrhundert, er hat rundbogige Schallfenster, Uhrengiebel und trägt einen Pyramidenhelm aus der zweiten Hälfte des 18. Jahrhunderts. Die Westfront zeigt sich glatt mit einem rechteckigen Steingewändeportal aus dem Ende des 18. Jahrhunderts. Die korbbogigen Langhausfenster im Norden und Süden entstanden im 19. Jahrhundert. In der Südwand des Langhauses befindet sich ein gotisches Schulterbogenportal aus dem 15. Jahrhundert, im Kircheninneren mit einem profilierten spitzbogigen Gewände aus dem 14. Jahrhundert.
Das Kircheninnere zeigt ein dreijochiges Langhaus unter einer Stichkappentonne über Doppelgurtbögen auf breiten geschichteten Wandpfeilern aus 1663. Die Orgelempore auf einer breiten Stichkappentonne hat eine gemauerte Brüstung mit Putzfelderdekor. Der eingezogene abgefaste spitzbogige Triumphbogen schneidet in das Langhausgewölbe. Der um zwei Stufen erhöhte Chor hat ein zweijochiges Kreuzrippengewölbe auf dreiteiligen Diensten mit neuen gestaffelten Basen, im westlichen Joch auf gefalteten erneuerten Konsolen, mit skulptierten Rosettenschlusssteinen, im Polygon mit Pelikan um 1400. In der Südwand des Chores befindet sich eine zweiteilige gotische Sessionsnische mit gekehltem gefasten Gewände und bekrönenden Passornamenten, an der Nordwand ein spätgotisches Sakramentshäuschen in reichen Astwerkformen mit verstäbten Tabernakelöffnungen, gerauteten Steckgittern, Kielbogenbekrönung und Baldachin mit krabbenbesetzter Filiale und Kreuzblume, im Schlinggewölbe des Tabernakels mit Inschrift 1496. Die südliche Sakristei aus 1858 hat ein neugotisches Spitzbogenportal und einen Sakristeischrank um 1800. An der Langhaussüdseite befindet sich eine kreuzgratgewölbte Kapelle als ehemalige Sakristei. Das Turmuntergeschoß hat ein Tonnengewölbe, die Schartenfenster haben tiefe innere Laibungen.
Am Triumphbogenscheitel befindet sich eine Kartusche mit einem Wappenrelief, Abtinsignien und Malteserkreuz aus der ersten Hälfte des 18. Jahrhunderts.
Die figurale Glasmalerei aus dem Ende des 19. Jahrhunderts zeigen im Chor die Heiligen Josef, Antonius, Leopold, Martin und im Langhaus in einer ornamentalen Rahmung die Heiligen Benedikt, Scholastika und Herz Jesu.

## Ausstattung
Der spätgotische achteckige Taufstein stammt aus dem 15. Jahrhundert und ist damit das älteste originale Ausstattungsstück.
Mathias Prininger erwähnte 1692 eine Kirchenglocke für dieses Gotteshaus.
Das Auszugsbild Gottvater malte Martin Johann Schmidt im Jahr 1757.
Die Orgel stammt aus der Werkstatt von Ignaz Reinold 1810.
Der Hochaltar als freistehender marmorierter Tischaltar hat darauf stehend einen Tabernakel aus der Mitte des 18. Jahrhunderts mit seitlichen Volutenstreben und Engeln. Im Osten steht ein marmorierter Retabelaufbau auf einem hohen kassettierten Postament, mit gefassten Holzfiguren der Heiligen Sebastian und Rochus aus der zweiten Hälfte des 18. Jahrhunderts. Das Hochaltarbild, gemalt von  Johann Höfel um 1800, stellt den hl. Georg dar, der vom Jesuskind eine Krone empfängt. Das Bild befindet sich in einem rundbogigen vergoldeten und mit Rankenwerk verzierten Rahmen.
Die marmorierten Seitenaltäre mit korinthischen Säulen und gesprengten Giebeln zeigen die Bilder Heilige Familie und Christus am Kreuz von Martin Johann Schmidt aus dem dritten Viertel des 18. Jahrhunderts, ovale Aufsatzbilder zeigen die Heiligen Scholastika und Rosalia.
Die marmorierte Kanzel trägt ein Relief Taufe Christi aus dem dritten Viertel des 18. Jahrhunderts, auf dem Schalldeckel befindet sich eine Engelsfigur mit den Symbolen der Kardinaltugenden.
Am Triumphbogen befindet sich eine steinerne Pietà aus der zweiten Hälfte des 18. Jahrhunderts. Die Kreuzwegbilder entstanden in der zweiten Hälfte des 19. Jahrhunderts.

## Grabdenkmäler
- Außen sind zwei Grabsteine mit einem Relief Christus am Kreuz aus dem 1751 erhalten.